# Restio multiflorus
Restio multiflorus là một loài thực vật có hoa trong họ Restionaceae. Loài này được Spreng. miêu tả khoa học đầu tiên năm 1824.